# Raïon de Horokhiv
Le raïon de Horokhiv (en ukrainien : Горохівський район, Horokhivskyï raïon) est une subdivision administrative de l'oblast de Volhynie, dans l'ouest de l'Ukraine. Son centre administratif est la ville de Horokhiv. 

## Géographie
Le raïon s'étend sur 1 122 km2 au sud de l'oblast. Il est limité au nord par le raïon d'Ivanytchi, le raïon de Lokatchi et le raïon de Loutsk, à l'est par l'oblast de Rivne, au sud et à l'ouest par l'oblast de Lviv.

## Histoire
Le raïon de Horokhiv a été créé le 20 janvier 1940.

## Population

### Démographie
Recensements (*) ou estimations de la population :
| 1959*  | 1970*  | 1979*  | 2009   | 2010   | 2011   |
| ------ | ------ | ------ | ------ | ------ | ------ |
| 68 818 | 67 594 | 64 922 | 54 355 | 53 975 | 53 668 |

### Villes
Le raïon compte deux villes :
- Horokhiv (Горохів)
- Berestetchko (Берестечко)

et deux communes urbaines :
- Marianivka (Мар'янівка)
- Senkevytchivka (Сенкевичівка)